# Chiesa della Beata Vergine del Giglio
La chiesa della Beata Vergine del Giglio è un luogo di culto cattolico di Bergamo posto alla parte terminale di via Sant'Alessandro e l'incrocio con l'antica via delle Tre Armi, in prossimità di porta San Giacomo e sussidiaria della Basilica di Sant'Alessandro in Colonna.

## Storia
Nel 1561 ebbe inizio la costruzione delle mura veneziane con la distruzione di molte chiese che si trovavano lungo il tracciato dell'opera muraria, fra queste fu demolita la chiesa parrocchiale di San Giacomo, che diede il nome alla porta omonima, nonché la grande e antica chiesa conventuale domenicana di Santo Stefano, lasciando gli abitanti della contrada senza un luogo di culto. Venne da loro la richiesta di poter edificare una nuova chiesa e il 10 marzo 1660 ottennero l'autorizzazione per la sua costruzione dal vescovo Gregorio Barbarigo con l'intitolazione alla Natività della Vergine. L'intitolazione nacque dalla vicinanza di un affresco detto Madonna del Rastello o Madonna di San Giacomo: in un capitello o piccola tribuna vicino a rastelli fuori della porta S. Giacomo già per grazie insigne Il dipinto raffigura la Madonna con il Bambino e un giglio.

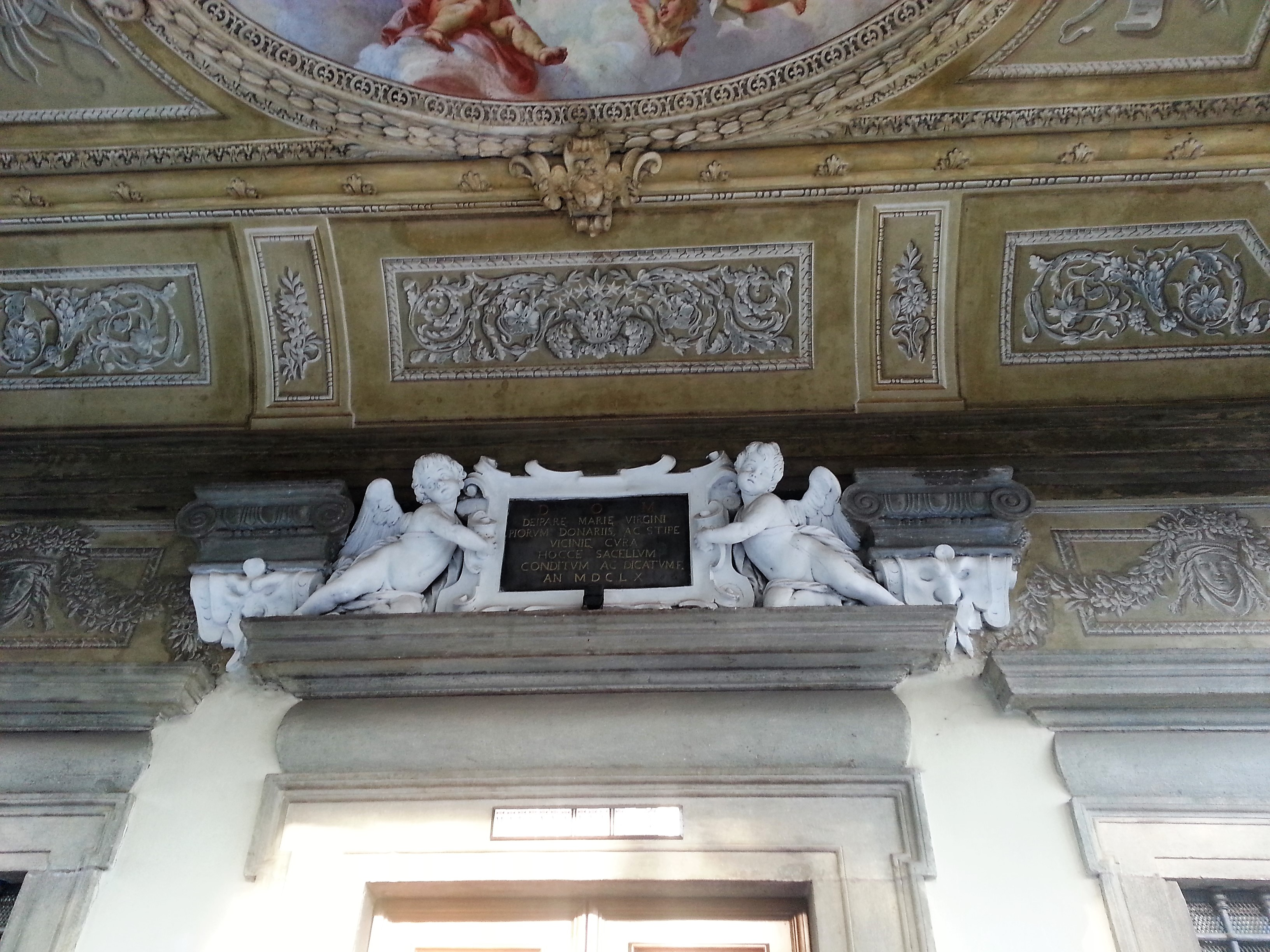
Chiesa della Madonna del Giglio.lapide sopra l'ingresso

La tradizione popolare racconta il miracolo ricevuto da una giovane claudicante che, a fatica, salì la lunga via sant'Alessandro in processione devozionale, per raggiungere l'immagine della Vergine e chiederle la grazia della guarigione. La giovane ricevette il dono e l'immagine divenne devozione popolare. Il 1º aprile 1663, l'affresco fu strappato per essere posto come pala d'altare della nuova chiesa. La chiesa prese il nome di Beata Vergine del Giglio, che divenne ufficiale nel 1806 con la nuova dedicazione.

La costruzione terminò con la posa del portico nel 1665.

## Descrizione

### Esterno
La facciata, divisa su due ordini, è preceduta da un porticato composto da quattro colonne culminanti con capitelli d'ordine ionico, portanti la trabeazione in pietra di Sarnico che sorregge il cornicione. Il portone d'ingresso, centrale al primo ordine, presente le paraste e la trabeazione in pietra di Sarnico, nella sua parte superiore una lapide inserita in una cornice di stucco con due angioletti con la datazione del 1660 a ricordo della sua costruzione. Accanto vi sono due finestre, sempre con contorno in pietra di Sarnico, protette da inferriate. La parte è delimitata da due lesene terminanti con capitelli ionici e che proseguono sull'ordine superiore terminanti con capitelli corinzi. Centrale un'apertura con contorno sagomato. Questa parte presenta decori a forma di vasi di fiori. La sezione termina con il cornicione in pietra curvilineo sagomato con copertura in coppi, dove sono poste due pigne sulle parti più estreme una croce al centro con bassorilievo raffigurante Dio Padre a braccia spalancate.

### Interno
L'interno è a navata unica a pianta rettangolare diviso da lesene con base in marmo e capitelli corinzi, in due campate. Le lesene reggono la trabeazione con fregio e il cornicione con la strombatura della copertura a volta. L'aula è illuminata da grandi finestre poste sopra il cornicione e conserva tele centinate del Settecento di Marco Olmo di grandi dimensioni raffiguranti: Nascita di Maria Vergine, Nascita di Gesù, Sacra famiglia a Nazareth, Morte di San Giuseppe. La parte inferiore delle pareti termina con sedili in legno aventi lo schienale scolpito. Il presbiterio sopraelevato da un gradino e rientrante rispetto all'aula è preceduto dall'arco trionfale, il presbiterio ospita l'altare marmoreo lavoro della bottega di Giacomo Manni.

Gli stucchi della chiesa sono opera di Angelo Sala, mentre gli affreschi della volta e del presbiterio, sono lavori del ticinese Carpoforo Tencalla.